# رانية الجعبري
رانية الجعبري (ولدت في عمان عام 1980) هي كاتبة وصحافية أردنية فلسطينية.

## سيرتها المهنية
حاصلة على شهادة بكالوريوس في الشريعة اللإسلامية من جامعة الزرقاء الأهلية، بدأت عملها في الصحافة في العام 2005، عملت مراسلة صحافية في صحيفة العرب اليوم الأردنية ثم استقالت منها في آذار 2012 احتجاجا على سياسة التحرير، ثم عملت مراسلة مع صحيفة السفير اللبنانية، كما عملت لسنةٍ في الإعلام المرئي حيث أعدت وقدمت بعض الوثائقيات حول الحياة السياسية في الأردن. تعمل الآن مراسلة لوكالة سبوتنيك الروسية في عمّان وتكتب في مواقع إعلامية مختلفة. لها ثلاث مجموعات قصصية أصدرت أولاها عام 2010، كما نشرت كتابين آخرين في موضوعات أدبية وفلسفية.
تعلمت اللغة العبرية وعملت في تدريسها للراغبين بتعلمها في عمّان.

## كتب
- حكاوي بنت، مجموعة قصصية، دار ورد الأردنية للنشر والتوزيع (2010)
- يحدث تحت سماء تشرين، مجموعة قصصية، المؤسسة العربية للدراسات والنشر (2013)
- الحياة أولاً ثم الفلسفة - فلاسفة وأقوالهم، عن سير فلاسفة قدماء من عصور مختلقة والأفكار التي سادت فيها، الأهلية للنشر والتوزيع (2017)
- روائع طاغور| الأهلية للنشر والتوزيع (2017)
- كما لا يحب أبي أن يراني، مجموعة قصصية، دار نلسن (2021)[6]
- وشوشات صحافية مستجدة إلى أبو المتاوي، سيرة ذاتية وسيرة غيرية، دار أزمنة 2022.
- الى الابنة الغالية زينب: الإمام الأوزاعي «امام العيش المشترك»، صادر عام 2022[بحاجة لمصدر]